# Stoung
Stoung là một huyện (srok) thuộc tỉnh Kampong Thom ở miền trung Campuchia. Theo thống kê năm 1998, dân số toàn huyện là 94.119 người.